# 新西利西克 (列尼區)

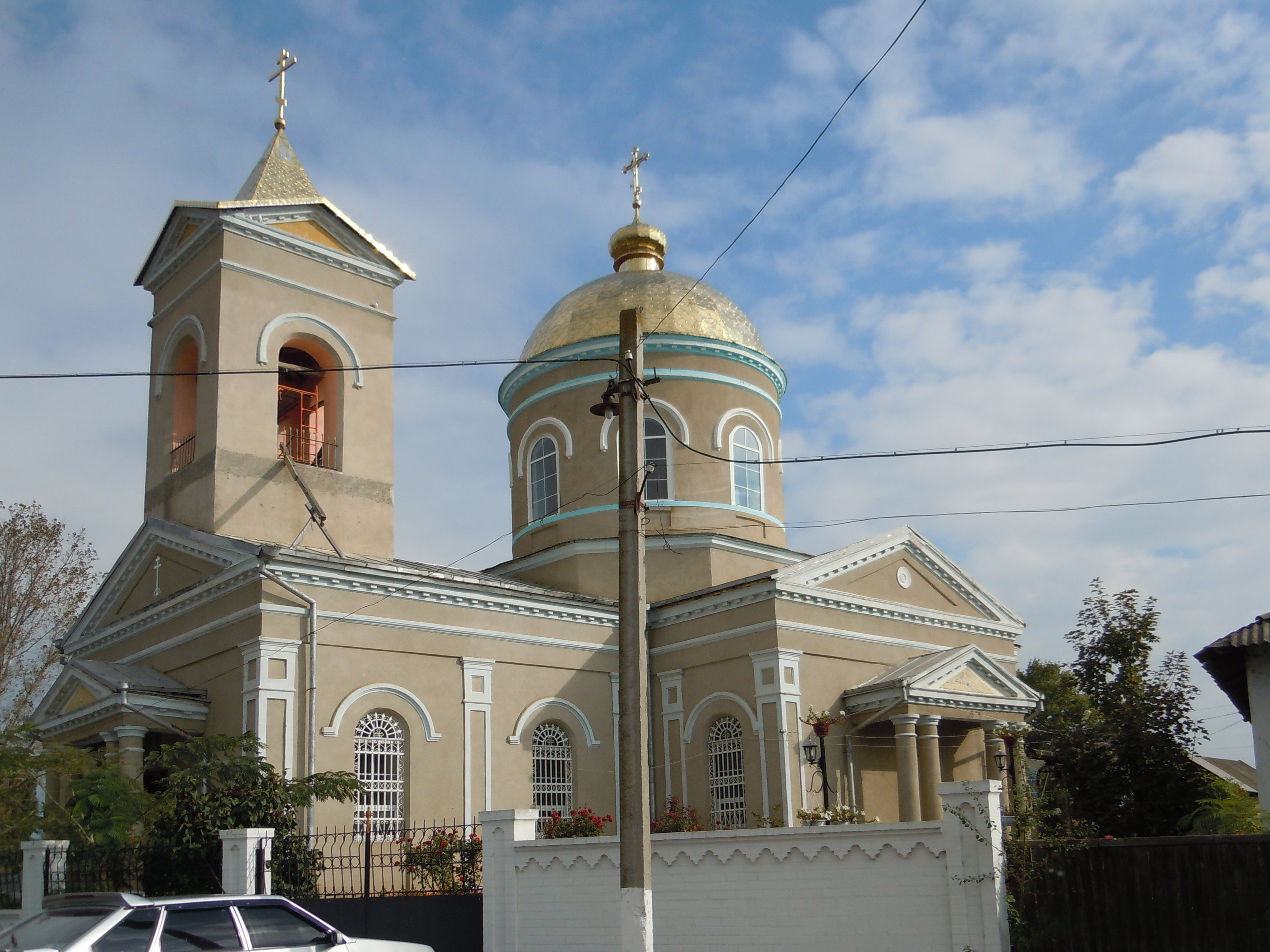

45°20′11″N 28°34′47″E / 45.33639°N 28.57972°E
新西利斯凱（烏克蘭語：Новосільське）是位於烏克蘭西南部的村莊，由敖德萨州伊茲梅爾區的雷尼市鎮負責管轄。該村始建於1813年，面積3.61平方公里，海拔高度10米，2001年人口3,572，人口密度每平方公里989.47人。